# The Sorrows
 (juin 2017).
Si vous disposez d'ouvrages ou d'articles de référence ou si vous connaissez des sites web de qualité traitant du thème abordé ici, merci de compléter l'article en donnant les références utiles à sa vérifiabilité et en les liant à la section « Notes et références ».
Pour les articles homonymes, voir sorrow.
The Sorrows sont une formation de beat anglo-saxonne des années 1960. Ils se sont formés en 1963 à Coventry en Angleterre autour de Pip Whitcher. Ils sont produits par Miki Dallon.

## Carrière
The Sorrows sortent leur premier album en 1965, Take a Heart, sur le label Piccadilly Records, qui appartient à Pye Records. Ils jouent bien, mais n’arrivent pas à engranger des succès, peut-être juste trop en avance sur leur temps. Après avoir constaté leurs mauvais classements au UK Singles Chart, Phil Packham et Don Fardon quittent le groupe. Fardon fera par la suite une carrière solo.
Wez Price prend la place de Phil Packam à la basse, pendant que Roger Lomas devient le guitarise principal et que Pip Whitcher s’occupe du chant. Le groupe déménage en Italie ou il reçoit peu de succès. Whitcher et Lomas s’en vont pour enregistrer à Air Studios.
Lomas fonde au cours les années 1980 sa propre compagnie d’enregistrement, ROLO productions, et produit des groupes ska des années 1980 tels que Bad Manners.

## Membres

### Formation initiale
- Philip (Pip) Whitcher - (né en 1943 à Coventry) - guitare solo et voix
- Don Fardon - (né Donald Maughn le 19 août 1940 à Coventry) - voix
- Philip (Phil) Packham - (né le 13 juin 1945 à Bidford-on-Avon, près de Stratford) - basse
- Wez Price - (né Wesley Price le 19 juillet 1945 à Coventry) - guitare rythmique
- Bruce Finley - (né le 20 septembre 1944 à Huntly en Écosse) - batterie

### Après 1966
- Philip (Pip) Whitcher - guitare rythmique et voix
- Wez Price - basse
- Roger (Rog) Lomas - guitare solo (né Roger David Lomas le 8 octobre 1948 à Coventry)
- Bruce Finley - batterie

## Discographie

### Albums
- 1965 : Take A Heart (Pye NPL 38023)

- 1967 : Old Songs, New Songs (Miura MIU 10011)
- 1987 : Pink, Purple, Yellow and Red (LP, Bam-Caruso KIRI 089)
- 1991 : The Sorrows (CD, Sequel Records NEXCD 165)

### Singles
- 1965 : I Don't Wanna Be Free / Come With Me (Piccadilly 7N 35219)
- 1965 : Baby / Teenage Letter (Piccadilly 7N 35230)
- 1965 : Take A Heart / We Should Get Along Fine (Piccadilly 7N 35260) - classé no 21 dans le UK Singles Chart
- 1966 : You've Got What I Want / No No No No (Piccadilly 7N 35277)
- 1966 : Let The Live Live / Don't Sing No Sad Songs For Me (Piccadilly 7N 35309)
- 1966 : Let Me In / How Love Used To Be (Piccadilly 7N 35336)
- 1967 : Pink, Purple, Yellow and Red / My Gal (Piccadilly 7N 35385)